# Омулёвка (приток Ясачной)
Омулёвка — река в Магаданской области и Якутии, левый приток реки Ясачная (бассейн Колымы).
Длина реки — 410 км, площадь водосборного бассейна — 13 500 км². Берёт начало в хребте Черского, течёт, огибая с юга отроги хребтов Улахан-Чистай и Момского, в низовьях — по Колымской низменности. Питание снеговое и дождевое. Замерзает в октябре, вскрывается в конце мая — начале июня.
Названа казаками-первопроходцами из-за обилия в реке рыбы — омуля
Код объекта в государственном водном реестре — 19010100412119000033639.

## Притоки
Объекты перечислены по порядку от устья к истоку.
- 3 км: река без названия
- 31 км: река без названия
- 39 км: река без названия
- 45 км: Нерючи
- 58 км: река без названия
- 83 км: Ерник
- 85 км: река без названия
- 87 км: Последний
- 90 км: река без названия
- 102 км: Омчикчан
- 105 км: Смородинка
- 135 км: Незабудка
- 143 км: Эриехе
- 158 км: Основной
- 159 км: Водичка
- 162 км: река без названия
- 164 км: Коралловый
- 170 км: Снежная
- 171 км: Сланцевый
- 177 км: Заря
- 200 км: Неузнанный
- 206 км: Инанья
- 207 км: река без названия
- 210 км: Ирис
- 211 км: Нерега
- 225 км: Дорожный
- 228 км: Ясчан
- 234 км: Хакодате
- 236 км: Ленковая
- 244 км: Двойной
- 258 км: река без названия
- 259 км: Нючага
- 265 км: Тромбон
- 265 км: Харкинджа
- 267 км: Быстрый
- 277 км: Переправа
- 284 км: Мокрый
- 293 км: Урультун
- 301 км: Сандуган
- 306 км: Пропасть
- 309 км: Кривун
- 315 км: Разрез
- 325 км: Казбек
- 325 км: Каньон
- 329 км: Утуй
- 341 км: Сингами
- 343 км: Момонтай
- 373 км: Молиджак
- 378 км: Сетанья
- 391 км: Ниенгат
- 394 км: Горанджа
- 400 км: Угрюмый